# Кара-Васильєва Тетяна Валеріївна
Тетя́на Вале́ріївна Ка́ра-Васи́льєва (нар. 27 жовтня 1941, Київ) — українська мистецтвознавиця. Доктор мистецтвознавства (1994), академік Національної академії мистецтв України, провідний науковий співробітник Інституту мистецтвознавства, фольклористики та етнології ім. М. Рильського НАН України. Член Національної спілки художників України (1980) та Національної спілки майстрів народного мистецтва України (1990). Заслужений діяч мистецтв України (2007). Лауреат Національної премії України імені Тараса Шевченка (2012).

## Життєпис
Народилась у Києві в родині міських інтелігентів: батько за спеціальністю був ландшафтним архітектором, а мати — літературним редактором. 
У 1966 р. закінчила факультет історії та теорії мистецтвознавства Київського державного художнього інституту (педагоги з фаху — Л. Міляєва, О. Тищенко, П. Білецький). У 1965–1967 рр. — консультант Республіканської виставки фарфоро-фаянсових виробів, у 1967–1973 рр. — старший архітектор, старший науковий співробітник відділу охорони пам’яток архітектури Держбуду України.
З 1973 по 1976 рр. викладала історію мистецтва в Київському інституті культури. Водночас навчалася в аспірантурі Інституту мистецтвознавства, фольклористики та етнології НАН України імені Максима Рильського. З 1976 року працює в ІМФЕ, очолює сектор народного мистецтва України.
Захистила кандидатську дисертацію «Розвиток традицій полтавської народної вишивки в сучасних художніх промислах» (1979), докторську — «Літургійне шитво України ХVІІ–ХVІІІ ст.: іконографія, типологія, стилістика» (1994). 
Член-кореспондент АМ України (2001).
9 лютого 2012 року було оголошено список переможців Шевченківської премії. Тетяна Кара-Васильєва перемогла у номінації «літературознавство і мистецтвознавство» (за книгу «Історія української вишивки» 2008 року).
Організаторка міжнародних художніх виставок українського народного мистецтва в різних країнах світу: Греції, Болгарії, Аргентині, Анголі, Угорщині, Танзанії, США, на Маврікії та Мадагаскарі. 
Дружина українського письменника Юрія Ярмиша. Мати українського історика Олексія Толочка та економіста-міжнародника Андрія Ярмиша.

## Наукова робота
Провідна фахівчиня у галузі народного та образотворчого мистецтва України. Дослідниця українського мистецтва (вишивка, гаптування),   історії декоративного мистецтва та народних промислів. Популяризаторка творчості майстрів народного мистецтва України.
Мистецтвознавиця є авторкою низки наукових і науково-популярних видань, навчальних посібників і програм, присвячених українській вишивці, близько 400 статей iз питань теорії та практики народного мистецтва, які були опубліковані у вітчизняніх та зарубіжних виданнях (Болгарії, Польщі, Канаді, США, Аргентині, Австралії, Бразилії, Македонії та ін.).
Авторка розділів про вишивку в колективних монографіях, присвячених традиційній культурі Поділля (1994), Карпат (1995), Холмщини та Підляшшя (1997), а також у таких узагальнюючих працях, як «Українці» (1999),  «Українське мистецтво кінця XIX —  початку XX ст.» (2000) тощо. Фундаментальний твір Тетяни Кара-Васильєвої «Історія української вишивки» (2008) — унікальне мистецтвознавче дослідження, яке репрезентує високу культуру України.
Від середини 1980-х рр. ґрунтовно вивчала музейні збірки давнього гаптування в Києві, Львові, Чернігові, Полтаві й інших містах. Вперше систематизувала і атрибутувала кількасот пам'яток. Це дозволило аргументовно визначити особливості окремих осередків і майстрів, взаємозв'язки з церковним гаптуванням інших православних країн — від Греції до Грузії, Вірменії, Росії. Результатом дослідження стали монографії «Літургійне шитво України XVII—XVIII ст. Іконографія, типологія, стилістика» (1996) та «Шедеври церковного шитва України (XII—XX століття)» (2000)
Авторка ідеї та кураторка проєкту «Відроджені шедеври» (2006—2009),  мета якого відтворити  сучасними вишивальщицями  ескізи художників авангарду — О. Екстер, К. Малевича, Л. Попової та народних майстрів Г. Собачко, Є. Пшеченко, В. Довгошиї, які створювались на початку ХХ ст. Впродовж кількох років здійснювалася велика наукова і пошукова робота в архівах, фондах музеїв, приватних колекціях, відбувалося дослідження стилістики мистецтва авангарду, художньо-технічних особливостей техніки шитва гладдю, якою виконувалися ці роботи. Результатом проєкту стала одноіменна виставка, яка експонувалась у Москві (травень, 2009); в Благодійній організації Президентський фонд Леоніда Кучми «Україна» (грудень , 2009); в Національному музеї українського народного декоративного мистецтва (лютий-травень, 2010). В рамках цього проєкту була видана книга-альбом «Відроджені шедеври» (2009).  2016 року в культурній лабораторії EDUCATORIUM (Київ) пройшла виставка «Вишивка авангарду», на якій були представлені роботи, вишиті за ескізами художників-авангардистів.

## Науковий доробок
- «Полтавська народна вишивка» (К., 1983).
- «Творці дивосвіту» (К., 1984).
- «Сучаснавка» (1984),
- «Традиції та сучасність» (1984),
- «Учитесь вишивать» (1988),
- «Українська вишивка» : альбом / авт. тексту та упоряд. Т. Кара-Васильєва ; худож. М. Ессаулова (К., 1993).
- «Українська вишиванка» (К., 1994).
- «Українська сорочка» (К., 1994).
- «Українська народна вишивка»  / Т. В. Кара-Васильєва, А. О. Заволокіна (К., 1996).
- «Літургійне шитво України XVII—XVIII ст. Іконографія, типологія, стилістика» (1996),
- «Український рушник» (1997),
- «Шедеври церковного шитва України (XII—XX століття)» (2000).
- «Українська вишивка» / Т. В. Кара-Васильєва, А. Д. Чорноморець (К., 2002).
- «Декоративне мистецтво України ХХ століття. У пошуках "великого стилю"» / Т. В. Кара-Васильєва, З. А. Чегусова (К., 2005).
- «Історія української вишивки» (К., 2008).
- «Людмила Жоголь: Чарівниця художнього текстилю» / З. А. Чегусова, Т. В. Кара-Васильєва, Т. О. Придатко (К., 2008).
- «Відроджені шедеври» / Т. Кара-Васильєва, Г. Коваленко  (К,, 2009).
- «Стиль модерн в Україні» (К., 2021).
- «Тонкі струни серця» (К., 2022).

Співавтор колективних видань:
- «Художні промисли України» (1980),
- «Мистецтво і сучасність» (1980),
- «Художні промисли: теорія і практика» (1985),
- «Поділля» (1994).
- Історія українського мистецтва (видання)

та інших.

## Нагороди та відзнаки
- Премія імені Д. Щербаківського (1995).
- Премія імені П. Білецького КОНСХУ (2006).
- Премія НАН України  імені Ф. М. Колесси (2007).
- Звання «Заслужений діяч мистецтв України» (2007).
- Національна премія України імені Тараса Шевченка (2012).
- Відзнаки Українського фонду культури «За подвижництво у культурі» (2002, 2011).
- Орден св. Варвари Київського патріархату Української православної церкви (2011).
- Велика золота медаль Академії мистецтв України (2011).